# David Pichlmaier
David Pichlmaier (geboren 1979 in München) ist ein deutscher Opernsänger im Stimmfach Bariton.

## Leben und Ausbildung
Pichlmaier wurde in München geboren und wuchs in Waiblingen auf. Seinen ersten Gesangsunterricht erhielt er bei den Stuttgarter Hymnus-Chorknaben. Er erlangte sein Gesangsdiplom an der Hochschule für Musik und Darstellende Kunst Stuttgart bei Wayne Long und Carl Davis und studierte bei Bariton Mario Hoff in Weimar. Es folgten Meisterkurse bei Rudolf Piernay und Francisco Araiza und ein Engagement im internationalen Opernstudio der Bühnen der Stadt Köln in der Spielzeit 2006/07.

## Wirken
Im Jahr 2008 trat Pichlmaier dem Ensemble des Staatstheaters Darmstadt bei. Dort sang er unter anderem die Büchner-Titelrollen in Wolfgang Rihms Jakob Lenz und in Manfred Gurlitts Wozzeck in der Inszenierung von John Dew, in Tschaikowskis Eugen Onegin in der Inszenierung von Isabel Ostermann, den Wolfram von Eschenbach in Wagners Tannhäuser und der Sängerkrieg auf Wartburg sowie den König und die Schlange in der Uraufführung der deutschsprachigen Übersetzung von Pierangelo Valtinonis Il piccolo principe.
In der Jubiläumssonderveranstaltung zum Graupner-Jahr 2010 der Darmstädter Residenzfestspiele sang David Pichlmaier den Lucius Verus in Christoph Graupners Berenice und Lucilla mit der Darmstädter Hofkapelle und dem Konzertchor Darmstadt unter der musikalischen Leitung von Wolfgang Seeliger in der Darmstädter Orangerie.
Pichlmaier ist Gründer des Barockensembles „Concentus 1709“, das sich für die Wiederentdeckung des Darmstädter Komponisten Christoph Graupner engagiert.

## Repertoire (Auswahl)
- Beethoven: Don Fernando in Fidelio
- Berg: Ein Diener in Lulu
- Bizet: Dancaïro in Carmen
- Bock: Perchick in Anatevka
- Britten: 1. Maat in Billy Budd
- Cavalli: Giove in La Calisto
- Czernowin: Männerstimme in Pnima … ins Innere
- Donizetti: Dr. Malatesta in Don Pasquale
- Donizetti: Belcore in L’elisir d’amore
- Dvořák: Der Förster in Rusalka
- Gounod: Valentin in Faust
- Graupner: Lucius Verus in Berenice und Lucilla
- Gurlitt: Titelrolle in Wozzeck
- Händel: Achilla und Curio in Giulio Cesare
- Humperdinck: Peter in Hänsel und Gretel
- Janáček: Der Förster in Das schlaue Füchslein
- Lehár: Graf Danilo Danilowitsch in Die lustige Witwe
- Leoncavallo: Silvio in Pagliacci
- Lincke: Theophil in Frau Luna
- Messiaen: Frère Rufin in Saint François d’Assise
- Monteverdi: Ulisse in Il ritorno d’Ulisse in patria
- Monteverdi: Orfeo in L’Orfeo
- Mozart: Guglielmo in Così fan tutte
- Mozart: Graf Almaviva in Le nozze di Figaro
- Mozart: Papageno in Die Zauberflöte
- Mussorgski: Andrei Schtschelkalow in Boris Godunow
- Offenbach: Hermann in Hoffmanns Erzählungen
- Offenbach: Orpheus in Orpheus in der Unterwelt
- Orff: Anchoreten in De temporum fine comoedia
- Orff: Der Mann mit dem Maulesel in Die Kluge
- Orff: 2. Bursche in Der Mond
- Puccini: Marcello und Schaunard in La Bohème
- Puccini: Pinellino in Gianni Schicchi
- Puccini: Il Sagrestano in Tosca
- Puccini: Ping in Turandot
- Rihm: Titelrolle in Jakob Lenz
- Rossini: Figaro in Il barbiere di Siviglia
- Salieri: Il Poeta in Prima la musica e poi le parole
- Smetana: Kruschina in Die verkaufte Braut
- Srnka: Roald Amundsen in South Pole
- Strauss, R.: Harlekin in Ariadne auf Naxos
- Strauss, J.: Gabriel von Eisenstein und Dr. Falke in Die Fledermaus
- Tschaikowski: Titelrolle in Eugen Onegin
- Valtinoni: Der König / Die Schlange in Der kleine Prinz
- Verdi: Silvano/Cristiano in Un ballo in maschera
- Verdi: Barone Douphol, in La traviata
- Wagner: Dritter Edler in Lohengrin
- Wagner: Hermann Ortel in Die Meistersinger von Nürnberg
- Wagner: Wolfram von Eschenbach in Tannhäuser
- Weber: Ottokar in Der Freischütz

Quelle: 

## Auszeichnungen (Auswahl)
- 2011: Internationaler Johannes Brahms Wettbewerb 1. Preis in der Kategorie Gesang.[13]
- 2011: Heidelberger Frühling Wettbewerb „Das Lied“ 3. Preis.[14]